# Wallada bint al-Mustakfi
Wallada bint al-Mustakfi (arabiska: ولادة بنت المستكفي), född 1001 i Córdoba , död där 26 mars 1091, var en andalusisk poet och prinsessa. Hon är också känd för att ha levt ett mycket okonventionellt och kontroversiellt liv för en muslimsk kvinna under sin samtid.

## Biografi
Wallada bint al-Mustakfi var dotter till Muhammad III (umayyaddynastin). Hennes far avled 1025, och som hans enda barn ärvde hon hela hans privatförmögenhet. Hennes status som prinsessa och förmögenhet gjorde det möjligt för henne att leva ett oberoende liv, i sitt eget palats, på ett sätt som var omöjligt för de flesta kvinnor.
Wallada bint al-Mustakfi hade ett stort intresse för litteratur och poesi. Hon var en erkänd poet och höll lektioner för kvinnliga elever i poesi och kärlekskonsten: bland hennes mest kända elever fanns Muhja bint al-Tayyani, som nämner henne i sina verk. I al-Andalus utövades poesin vid denna tid ofta i litterära sammankomster där deltagarna hittade på fortsättningar till redan existerande halvfärdiga dikter, och dessa sammankomster bestod normalt sett uteslutande av män. Wallada bint al-Mustakfi började själv hålla dessa poetiska sammankomster i sitt eget palats, där hon med framgång tävlade mot manliga poeter. Genom att på detta sätt umgås med män hon inte var släkt med bröt hon mot det samtida islams ideal om könssegregation, något som gjorde henne mycket kontroversiell under sin samtid. Hon provocerade också genom att inte bära slöja utan visa sig offentligt utan hijab klädd i genomskinliga tunikor broderade med sina dikter, något otänkbart för en kvinna i en samtida muslimsk kultur. Hon försvarades dock mot samtida anklagelser om brist på "heder" av bland andra poeten Ibn Hazm.
Wallada bint al-Mustakfi är känd för sitt förhållande med poeten och politikern Ibn Zaydún, ett förhållande som hölls hemligt utåt. Majoriteten av hennes bevarade dikter handlar om deras förhållande. Hon inledde senare ett förhållande med hans rival, politikern och visiren Ibn Abdús, med vilken hon levde utan att gifta sig med honom i resten av sitt liv.